# São José (Viseu)
São José is een plaats (freguesia) in de Portugese gemeente Viseu en telt 5709 inwoners (2001).